# Просперо Колона
Просперо Колона (итал. Prospero Colonna, 1452–1523) био је италијански кондотијер и војсковођа.

## Живот и рад
У италијанским ратовима, Просперо је у почетку учествовао на страни Француза, а затим на страни Шпанаца (цара Карла V). На челу царске војске, код Бикоке, нанео је 1522. Швајцарцима у француској служби први њихов пораз.